# Lennheden
Lennheden är en bebyggelse nordväst om Borlänge på Dalälvens södra strand i Borlänge kommun. Från 2015 avgränsar SCB här en småort.